# Departamento de Río Primero
Departamento de Río Primero är en kommun i Argentina.   Den ligger i provinsen Córdoba, i den centrala delen av landet, 600 km nordväst om huvudstaden Buenos Aires. Antalet invånare är 42 429. Arean är 6 753 kvadratkilometer.
Terrängen i Departamento de Río Primero är platt åt sydost, men åt nordväst är den kuperad.
Trakten runt Departamento de Río Primero består till största delen av jordbruksmark. Runt Departamento de Río Primero är det mycket glesbefolkat, med 6 invånare per kvadratkilometer.